# 慕生忠

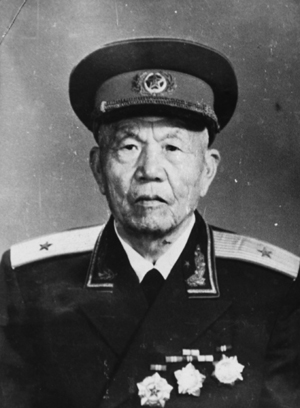

慕生忠（1910年10月—1994年10月19日），陕西省吴堡县寇家塬镇人，中国人民解放军开国少将。

## 生平

### 战争岁月
慕生忠生于一个农民家庭。1930年参加革命，参与吴堡根据地的创建和反围剿斗争。1933年参加中国共产党，化名“艾拯民”在白区从事兵运工作，刘志丹称他为“艾大胆”。1934年，以一支十余人的小游击队开辟红色村庄，历任陕北吴堡南区区委书记，吴堡县军事部长，1935年组建陕北红军十五支队任政委、后改称红二十七军第五团任政治委员。1935年5月，为缓解阎锡山的晋军对陕北苏区的围剿，奉命率17人渡河到山西，任晋西游击支队司令员，在吕梁山20多个县展开游击战。1935年6月回陕北。1935年8月任陕北游击四支队政治委员。1935年9月，中共陕甘晋省委成立，慕生忠当选省委委员。1935年11月，调任中共陕北省委白区部副部长。
1936年5月，任陕北第二作战分区司令员兼政委、陕北红军第三团政委、中共葭吴米中心县委书记。1936年10月，任陕北沿黄河东地区特委军事部长兼司令员，1937年3月，任陕北省军事部参谋长。1937年6月，入中央党校学习。
抗日战争时期，1937年10月至1941年5月，历任中共绥德地委委员兼吴堡县委书记，中共洛川地委宣传部长兼鄜甘独立营政委。1943年9月，入延安中央党校二部学习。
抗日战争结束后，1945年8月至1946年2月，任晋绥四分区副政委、晋绥九分区永石大支队支队长。1947年4月，由晋绥军区永石大队支队派赴晋南参加土地改革工作，后于1949年4月回到部队。1949年5月，任中国人民解放军第一野战军政治部民运部副部长、政治部秘书长。

### 进藏任职
中华人民共和国成立后，1950年6月任西北铁路干线工程局（中铁一局前身）政治部主任。1951年任开赴西藏的中国人民解放军第十八军独立支队政委（支队长范明），从兰州乘汽车到达香日德后，因为没有路，8月8日改为骑马和步行进藏，计有马3000匹，骡子3000匹，骆驼3000峰，牦牛1万头。12月1日到达拉萨，历时96天，行程1400余公里，损失了三分之二的牲畜。从西北人民政府交通部调来的公路工程师邓郁清随行勘测，证实这条进军路线穿越青海省中南部草原地带一段约有三分之二地段是沼泽地带，地质不良且缺乏砂石木材等筑路材料，施工困难，不能修筑为公路。
到拉萨后，慕生忠任中共西藏工委委员、工委组织部长兼民运部长。1953年春，西藏遇到了空前的粮食饥荒，几万进藏解放军面临断粮的危险。1953年5月，为解决驻藏部队粮食供给，西北局拟成立了西藏运输总队，慕生忠任政治委员。在去北京接受运粮任务时，慕生忠一人一骑带一名马夫从拉萨出发，沿正在修筑的川藏公路东下，从拉萨到成都整整走了42天，将川藏公路亲身体验一遍。慕生忠直观认识到，川藏公路有几个先天不足：冬季大雪封山、夏季浓雾弥漫，遇雨塌方断道，泥石流威胁行车安全，难保长年畅通无阻。相比之下，青藏线修路，地势平缓，终年干燥少雨，公路的修筑和养护都比川藏线有利。比较理想的青藏公路线应该比1951年独立支队进藏走的传统“僧侣之路”再向西避开沼泽区域。
1953年5月，西北局在兰州组建了西藏运输总队，王宝珊任总队长，慕生忠任政治委员，张子霖任副总队长，任启明任副政治委员。只用了七个月另四天，1954年12月15日青藏公路修到了拉萨。1954年12月25日，康藏、青藏公路通车典礼同时在拉萨、雅安、西宁三地举行。国家交通部慰问团团长王一帆在通车典礼上讲的：“青藏公路以它的路程长、工程量大、工期短、花钱少等特点，在世界公路史上写下光辉的一页。”与此同时，慕生忠委派齐天然修建的敦煌至格尔木简易公路通车。
1955年5月，青藏公路管理局在格尔木正式组建成立，慕生忠兼任党委书记、局长。管理局筹建十三个运输站；小南川站、可可西里站、沱沱河站、安多买马站、当雄站、羊八井站、黑河站、敦煌站、香日德站、温泉站、鱼卡站、大鄂博头站、拉萨站。
1955年9月，慕生忠任兰州军区后勤部政治委员。1955年12月，获授中国人民解放军少将军衔以及一级解放勋章、二级独立自由勋章、二级八一勋章。
1955年12月起，慕生忠再度来到西藏任职，任西藏自治区筹备委员会委员，柴达木工委常委，西藏工委工交部长，青藏铁路工程局党委书记兼局长。

### 政坛沉浮
1959年庐山会议后，慕生忠被打成“彭德怀的黑干将”，被撤销党内外一切职务。1960年，被下放到位于金昌的甘肃省国营八一农场任副场长。1961年12月，出任甘肃省交通厅副厅长，指导公路养护工作，建议在道班开展副业生产，以解决职工的严重生活困难。1962年，因病离职。文化大革命期间，慕生忠遭到批斗、抄家。
1978年2月，复职出任甘肃省交通局副局长。1979年2月当选第四届甘肃省政协常委。1979年4月，中共西藏自治区党委撤销了1959年对慕生忠的处分决定，并为其恢复名誉。1979年11月当选甘肃省政协副主席。1983年，任中共甘肃省顾委常委，任至1985年离职休养。
1994年10月19日，慕生忠在兰州病逝，享年84岁。

## 家人
- 夫人薛振华
- 长子
- 二女慕七一
- 二子慕登峰
- 三子慕临峰
- 三女慕瑞峰
- 四子慕青峰
- 五子慕沙塔尔（1943-2005年6月23日）：1951年12月在拉萨收养的哈萨克族孤儿。1981年调入新疆电视台哈语组为音乐编辑。[3]
  - 夫人阿米娜
- 六子慕雅峰
- 七子慕晓峰
- 四女慕翠峰
  - 丈夫张绪汉：甘肃省交通厅工作
- 八子慕青峰